# Symphysodon siamensis
Symphysodon siamensis är en bladmossart som beskrevs av Pierre Tixier 1971-72 [1972. Symphysodon siamensis ingår i släktet Symphysodon och familjen Pterobryaceae. Inga underarter finns listade i Catalogue of Life.